# Alicante Sharks
Alicante Sharks (español: Tiburones de Alicante) es un club deportivo de fútbol americano ubicado en Alicante (España). Se trata del primer equipo de este deporte en la historia de la ciudad de Alicante.

## Historia
Fue fundado en el verano de 2004 por Manuel Gómez-Brufal Flores y comenzó dedicado a la modalidad de flag football ante la dificultad de montar un equipo de tackleo en aquel momento. Con la ayuda económica inicial de jugadores y familiares, el club fue consiguiendo apoyos de instituciones como el Club Atlético Rabasa y el Patronato Municipal de Deportes del Ayuntamiento de Alicante, y patrocinadores como el Pub El Tributo de Alicante. 
Comenzó su historial deportivo el 13 de noviembre de 2004 con un partido amistoso de flag football contra los Museros Bous, incorporándose posteriormente a la I Liga Levantina de flag football y compitiendo contra equipos de Murcia y Valencia.  
Temporada 2005-2006, participaron en la II Liga Levantina y en el I Memorial Juan José Barceló (Murcia). 
Temporada 2006-2007 acabó con un balance final de 12 victorias y 9 derrotas.
Temporada 2007-2008 se mejoró el récord a 15 victorias y 6 derrotas.
Temporada 2008-2009 el balance fue de 32 victorias, 15 derrotas y 1 empate.
Temporada 2009-2010 se consolidó el equipo de tackleo consiguiendo un segundo puesto en dos competiciones. Durante esta temporada el club creó un equipo femenino que compitió en la modalidad de flag football con presencia en la Liga Valenciana, en la que consiguió un quinto puesto. 
En la temporada 2010-2011 consiguió el primer puesto en la Liga Valenciana.
En la temporada 2011-2012 compitió  por primera vez en la temporada 2011-2012 compitió en la Liga Nacional de Fútbol Americano y participó en la Copa Valenciana.
En la temporada 2012-2013 el equipo decidió impulsar junto a otros clubes una nueva categoría para expandir el Fútbol Americano en ciudades con clubs que no tenían posibilidad económica de disputar la LNFA. Alicante Sharks se encuentra encuadrado en un grupo junto a Cartagena Pretorianos, Almería Barbarians y Cehegín Wolves. El grupo es conocido como "Liga Sureste". El club realiza un esfuerzo para contratar a un entrenador profesional, Jesús Cosíe, Seleccionador Español Junior y Ayudante de la selección española absoluta de fútbol americano. Alicante Sharks queda líder de esta liga y acaba invicto la competición.
Temporada 2013-14, los Sharks vuelven a jugar liga nacional, ahora conocida como LNFA Serie B.

## Equipación
1.º Equipación 
- Casco de color azul con facemask blanco.
- Jersey de color azul y blanco.
- Pantalón negro.
- Medias azules.

2.º Equipación 
- Casco de color azul con facemask blanco.
- Jersey de color azul y blanco.
- Pantalón negro.
- Medias azules.

## Equipos
| EQUIPO           | MODALIDAD | EDAD       |
| ---------------- | --------- | ---------- |
| Sénior Masculino | Takcle    | > 18 años  |
| Sénior Femenino  | Tackle    | > 16 años  |
| Junior Masculino | Takle     | 16/18 años |
| Cadete Masculino | Takle     | 13/16 años |
| Equipo Masculino | Flag      | Todas      |
| Equipo Femenino  | Flag      | Todas      |

## Palmarés
| Temporada | Torneo                                        | Modalidad         | Clasificación |
| --------- | --------------------------------------------- | ----------------- | ------------- |
| 2005-2006 | I Copa de Levante                             | Flag Football     | 4.º           |
|           | I Liga Valenciana Senior                      | Flag Football     | 3.º           |
|           | I Liga Valenciana Junior                      | Flag Football     | 2.º           |
|           | II Memorial Juan José Barceló                 | Flag Football     | 2.º           |
| 2007-2008 | II Liga Levantina Senior                      | Flag Football     | 3.º           |
|           | III Memorial Juan José Barceló                | Flag Football     | 2.º           |
| 2009-2010 | Torneo de Coslada                             | Flag Football     | 2.º           |
|           | I Open Sestao Wolverines                      | Flag Football     | 3.º           |
|           | Liga Murciana de Primavera                    | Flag Football     | 1.º           |
|           | I Open Nacional Alicante Sharks               | Flag Football     | 7.º           |
|           | IX Torneo de Navidad de Camioneros de Coslada | Flag Football     | 2.º           |
|           | I Triangular de Mieres                        | Footbal Americano | 2.º           |
| 2010-2011 | Copa Valenciana                               | Footbal Americano | 1.º           |
|           | Torneo La Nucía                               | Footbal Americano | 2.º           |

## Estadio
Temporada 2011/2012, Alicante Sharks entrenaba semanalmente en el Polideportivo Monte Tossal en Alicante y en el campo de Rabasa. Los partidos se jugaban en el campo de "La Cigüeña" del barrio alicantino de San Gabriel.
Temporada 2012/2013, gestiones con la Concejalía de Deportes del Ayuntamiento de Alicante permiten al equipo jugar en el Estadio de Atletismo Municipal, con gradas elevadas y gran aforo. 
Los entrenamientos se alternan entre campos de fútbol municipales en Divina Pastora, Virgen del Remedio y Rabasa.
Temporada 2013/2014, Estadio de Atletismo Municipal.
Entrenamientos se alternan entre campos de fútbol municipales en Divina Pastora, Virgen del Remedio y Rabasa.
Temporada 2014/2015, Estadio de Atletismo Municipal.
Entrenamientos se alternan entre campos de fútbol municipales en Divina Pastora, Monte Tossal y Rabasa.